# Rim Tim Tagi Dim
Rim Tim Tagi Dim – singel chorwackiego piosenkarza Baby Lasagna, wydany cyfrowo 12 stycznia 2024 roku. Utwór reprezentował Chorwację w 68. Konkursie Piosenki Eurowizji (2024) i zajął drugie miejsce.

## Powstanie utworu i historia wydania
Utwór skomponował i napisał sam Purišić. Utwór napisał w swojej sypialni i został zainspirowany ofertą pracy na statku wycieczkowym, którą on odrzucił. Pierwotnie piosenka miała pełnić rolę fillera na jego nadchodzącym, debiutanckim albumie zatytułowanym Demons and Mosquitoes, jednak ostatecznie dostrzegł jej potencjał i postanowił ją zgłosić do chorwackich preselekcji do 68. Konkursu Piosenki Eurowizji w Malmö, Dora 2024.
Główną inspiracją do napisania utworu była masowa emigracji młodych Chorwatów za granicę w celach zarobkowych. Według Purišicia, piosenka jest „nieco bardziej humorystycznym podejściem” do tego problemu. Piosenka opowiada historię młodzieńca, który opuszcza swoją wioskę poszukując lepszego życia w obcych krajach; mimo swojego podekscytowania, nadal jest ogarnięty przez niepokój związany z przeprowadzką. „Rim Tim Tagi Dim” łączy takie gatunki muzyczne, jak techno, heavy metal, pop czy trap.

## Konkurs Piosenki Eurowizji
Artysta pierwotnie znalazł się na liście rezerwowej chorwackich preselekcji Dora 2024, jednak ostatecznie trafił do stawki, po tym gdy wycofała się jedna z uczestniczek, Zsa Zsa. W lutym 2024 kompozycja zwyciężyła w finale preselekcji, dzięki czemu została reprezentantem kraju w 68. Konkursie Piosenki Eurowizji.
Przed konkursem piosenka była typowana przez bukmacherów jako główny faworyt do zwycięstwa.

## Teledysk
20 lutego 2024 ukazał się oficjalny teledysk do „Rim Tim Tagi Dim”. Został on wyreżyserowany przez partnerkę artysty, Elizabetę Ružić, oraz nagrany w jej rodzinnej gminie Kaštelir-Labinci. Teledysk przedstawia młodego mężczyznę, otoczonego przez innych mieszkańców wioski oraz zwierzęta wiejskie, który zamierza wyemigrować z Chorwacji poszukując lepszego życia. Daje on po sobie pokazać, że podczas gdy jest podekscytowany ucieczką od wiejskiego życia, jest mimo to ogarnięty przez niepokój i strach.

## Lista utworów
| Digital download / media strumieniowe | Digital download / media strumieniowe | Digital download / media strumieniowe |
| Nr                                    | Tytuł utworu                          | Długość                               |
| ------------------------------------- | ------------------------------------- | ------------------------------------- |
| 1.                                    | „Rim Tim Tagi Dim”                    | 2:59                                  |

## Notowania na listach przebojów
| Kraj      | Notowanie (2024) | Najwyższa pozycja |
| --------- | ---------------- | ----------------- |
| Chorwacja | HR Top 40        | 4                 |
| Chorwacja | Billboard        | 1                 |